# Institut royal des sciences naturelles
L'Institut royal des sciences naturelles est une institution de l'État fédéral belge.

## Missions
- Recherche scientifique fondamentale dans le domaine des Sciences naturelles
- Appui scientifique aux institutions et organismes publics et privés concernés par la gestion du patrimoine naturel
- Diffusion vers le grand public des Sciences naturelles par le biais du Muséum des sciences naturelles avec ses collections très complètes dont celles de préhistoire ou celles de paléontologie, notamment parmi ces dernières une collection de 31 spécimens d'Iguanodon bernissartensis (une espèce de dinosaures), collection unique au monde par son ampleur. Le musée possède également de nombreux restes de mosasaures.

## Muséum des sciences naturelles
Le Muséum des sciences naturelles rattaché à l'Institut sert à accomplir sa mission de diffusion de la culture scientifique dans le domaine des Sciences naturelles. Le Muséum organise des expositions permanentes et temporaires. Il propose également des activités éducatives diverses.

## Bibliothèque centrale
La Bibliothèque centrale de l'Institut royal des sciences naturelles est un service dédié aux chercheurs de l'institut spécialisé dans la science du vivant, la biologie. Le fonds de la bibliothèque est en consultation sur place mais accueille également des lecteurs externes : étudiants, chercheurs ou passionnés.

### Collections, services et activités
Les ouvrages traitent la plupart des sujets biologiques dont la conchyliologie, la malacologie, l'ornithologie ou la paléontologie.
La Bibliothèque du service géologique contient :
- plus de 120 000 livres
- plus de 70 000 manuels et périodiques scientifiques
- 11 000 cartes

La Bibliothèque centrale, avec ses 15 km de rayons, contient :
- plus de 70 000 périodiques
- 35 000 cartes
- une collection de périodiques électroniques
- des ouvrages rares et précieux dont la collection Dautzenberg
- une collection du service éducatif composée d’ouvrages à vocation pédagogique en accès libre dans la salle de lecture

La bibliothèque a noué une relation d'échange avec la bibliothèque du musée royal de l'Afrique centrale et fait partie du réseau belge de prêts interbibliothèques.
La bibliothèque propose des colloques et des journées d’études et s'est engagée dans un projet de numérisation de documents anciens.